# 尖苞雪莲
尖苞雪莲（学名：Saussurea polycolea var. acutisquama）为菊科风毛菊属下的一个变种。

## 扩展阅读
- 維基物種上的相關：尖苞雪莲